# Менкеджуев, Бааза
Бааза́ Менкеджу́ев (также известен как Бааза-багши; 1846, Малые Дербеты, Астраханская губерния — 8 августа 1903, Российская империя) — калмыцкий путешественник, автор сочинения «Сказание о хождении в Тибетскую страну Малодэрбэтовского Бааза-бакши из Малодербетовского нутука».

## Биография
Узнав по книгам, хранившимся в Дундухурульском монастыре, о калмыцких путешественниках-паломниках, совершавшим паломническое хождение в Тибет, Бааз Менкеджуев, рещил повторить их путь и добиться аудиенции у Далай-ламы. Благодаря материальной поддержке нойона Давида Церена, Бааз Менкеджуев отправился в Тибет 5 июля 1891 года вместе со своими спутниками Лиджи Идеруновым и Дорджи Улановым. Часть своего пути Бааз Менкеджуев преодолел по России. Около Байкала он, использовав караваны, отправился в Монголию.
Во время своего путешествия Бааз Менкеджуев не вёл дневниковых записей. После своего возвращения в Россию, Бааз Менкенджуев спустя два года по настоянию нойона Давида Церена по памяти написал сочинение на калмыцком языке в жанре хождения под названием «Баһ дөрвд нутга Бааза багшин Төвдин орнд йовсн түүк».
В этом сочинении Бааз Менкеджуев даёт географические, этнографические, религиоведческие и исторические сведения о посещаемых местах. Он упоминает названия основных дорог и караванных троп и наименования буддийских храмов, даёт описание буддийских храмов, которые посетил и обрядов, в которых принимал участие. В своём сочинении упоминает о том, с кем встретился. Описывает Лхасу и её буддийские святилища. В Лхасе ему подарили 103 тома «Ганджура» многочисленные буддийские книги, которые он по возвращении на родину подарил Дундухурульскому монастырю.
Бааз Менкеджуев повстречался с Далай-ламой, который присвоил ему почётное звание «хамбо». Обратный путь в Россию Бааз Менкеджуев совершил южным — морским путём. Возвратился в Россию через Одессу.
Сочинение Бааза Менкеджуева вызвало интерес в отечественном монголоведении и тибетологии. В 1896 году сразу же после написания рукописи её приобрёл российский монголовед Алексей Позднеев, который перевёл её и издал её в 1897 году в Санкт-Петербурге под русским названием «Сказание о хождении в Тибетскую страну Мало-Дэрбэтовского Бааза-багши».
Как пишет Алексей Позднеев, сочинение Бааза Менкеджуева, стало «для европейских ориенталистов первым образцом описательных калмыцких произведений».
Бааза Менкенджуев заболел и в 1903 году умер.